# 獣拳戦隊ゲキレンジャーに登場する装備と技の一覧
獣拳戦隊ゲキレンジャーに登場する装備と技の一覧（じゅうけんせんたいゲキレンジャーにとうじょうするそうびとわざのいちらん）では、特撮テレビドラマ『獣拳戦隊ゲキレンジャー』に登場する架空の拳法「激獣拳」で使用される武具やゲキワザと呼ばれる技について記載する。

## 共通装備
ここに記述する装備は操獣刀以外、全てスクラッチ社と関連会社であるスクラッチマイスターズによって開発された。ゲキハンマーなどの装備は、それぞれの拳聖が使用している武具を参考にして開発されたものである。
ゲキスーツ
ゲキレンジャーのメンバーが変身時に装着する特殊強化服。装着者の身体の激気に反応する機能を持つ。
レッド・イエロー・ブルーやバイオレットのスーツにはベルトが巻かれておらず、チョッパーのスーツは空手着をモチーフとしているため、帯が腰に巻かれている。
レッド・イエロー・ブルーがスーパーゲキクローを起動させると、身体から溢れる強大な過激気を包み込み、ボディと背中のダクトから過激気を噴出することによる飛行や高速移動も可能となったスーパーゲキレンジャー用の新たなゲキスーツ・スーパーゲキスーツが作り出される。
修行その45でスーパーゲキレッドが幻獣王リオと一騎討ちを行った際に、スーパーゲキレッドのマスクが割れてジャンの顔が露出した。
ゲキチェンジャー
ゲキバイオレット以外のメンバーが両手に装着し、激気を増幅して最大限に活用するための変身グローブ。ゲキレンジャーの変身スーツや武具が次元圧縮で内蔵されている。「たぎれ、獣の力！ ビースト・オン！」の音声コードとともに右手甲のスイッチ部に触れることで、ゲキレンジャーに変身する。一部のゲキワザは指の骨を鳴らすような動作で発動ができる。通信機能も搭載している。ゲキチョッパーはサイブレードを携帯するために用いている。
スーパーゲキクロー
過激気により起動するスーパーゲキレンジャーの専用アイテム。それぞれ専用のカラーリングのものを使用する。強化変身アイテムでもあり、「スーパービースト・オン！」の掛け声とともにスイッチ部に触れることで、スーパーゲキレンジャー（スーパーモード）に変身する。過激気を注入すると、立ち上がる3本のクローは特殊金属でできており、いかなる物も斬り裂く。グリップを繰り返し握ることで過激気を増幅し、破壊力を増す。
ゲキバズーカ
ゲキレンジャーの必殺武器で、ゲキワザ「激激砲」を撃つための媒体。当初は激気を込めるのに2分も掛かったため、その間ゲキレッドが1人で敵を引き付けなければならないという弱点があったが、修行が進むにつれ短時間でチャージ可能になり、終盤ではレッドが1人でも使用出来るまでになっていた。
デザインのモチーフはマスター・シャーフー。威力は使用者の激気に比例するらしく、やる気がない状態では発射もできない。
激激砲（）
ゲキバズーカに3人の激気をチャージし、その気を破壊エネルギーとして放つ等身大時の必殺技。一撃で厚さ70センチメートルのコンクリートの壁を破壊する威力を持つ。マスター・シャーフーが現役のころは「竹筒でやっていた」とのこと。
ジャンは当初この技の発射時に「豚の角煮」を掛け声にしていた。これはジャンがなつめに「角煮はじっくり煮つめないといい味が出ない」と言われたこと、当初イエロー・ブルーが激激砲を発動させるための激気を集めるのに時間を要したこと、その双方を引っ掛けたため。レツとランからは嫌がられ「やめてほしい」と言われていたが、後に修行が進み激気のチャージ時間が短縮されたせいか言わなくなる。修行その22でタブーに使用した際は、「豚の丸焼き」と発声し、タブーに「ベタじゃん」と突っ込まれていた。修行その25ではヒヒに密着して零距離砲撃を披露している。
スーパー激激砲（）
ゲキバズーカに3人の過激気を充填して放つ激激砲の強化版。修行その47ではレッドが単独で使用し、黒獅子リオの剛勇咆弾と共に放った。
スペシャル激激砲（）
ゲキブルー、バイオレット、チョッパーで放つ激激砲。紫激気が加わることで、別種の威力を発揮する。
ゲキトンファー
3つの形態に変形できる一対の武具。持ち手が棒の端に付いている。基本形態のトンファーはゲキブルーの事実上の個人武器となっていた。激気を送ると柄のタービンが回転し、破壊力を上げる。シャーフーは孫の手代わりに用いている。
ゲキトンファー・バトン
ゲキトンファーを90度曲げた二本一組の短棒。設定やスチール画ではゲキレッドが使用しているが、ゲキトンファーの形態では唯一劇中では使用されなかった。
ゲキトンファー・ロングバトン
ゲキトンファー・バトンを2つ繋ぎ合わせた戦棍。ゲキイエローの事実上の個人武器となっていた。

## 個人武具
ゲキヌンチャク
虎を模した特殊合金製のヌンチャク型武具。ゲキブルーに扱い方を教えてもらったゲキレッドが使用。
一撃で720枚の瓦を破壊する威力を持つ。激気をチャージするとオレンジ色に輝き、振り回すことで激気が溜まり、破壊力を増強させる。激気を込めることで、ヌンチャクが直接当たらない相手にも攻撃できる。スーパーゲキレッド時は威力が増し、スーパーゲキヌンチャクと称される。
- ゲキレッドのスーツアクターを務めた福沢博文は、ゲキヌンチャクのプロップは本身が硬く重量もあったため、当たりどころが悪いと戦闘員のマスクが割れてしまうため扱いが難しかったと証言している。

ゲキセイバー
鮫を模した二本一組の柳葉刀。シャッキー・チェンから激獣シャーク拳の双剣術の修行を受けたゲキレッドが使用。
攻撃としてはもちろん、そのしなる限りなく薄い刀身は相手の攻撃を受け流すことも可能。また、2本の剣（双剣モード）を合体＝双剣合身（）させることで双剣合身モードとなり、より強力な技を使用できる。
ゲキハンマー
象を模した鎖鉄球。その鎖は激気を込めれば込めるほどどこまでも伸びる。エレハン・キンポーから激獣エレファント拳の鎖鉄球状の修行を受けたゲキイエローが使用。
ゲキファン
蝙蝠を模した鉄扇。敵の攻撃を防ぐことや直接敵を斬ることが可能な攻防一体の万能製品。ゲキファンを2つ用いる際はダブルゲキファンとも呼ばれる。バット・リーから激獣バット拳の鉄扇術の修行を受けたゲキブルーが使用。
- ゲキブルーのスーツアクターを務めた竹内康博は、当初のプロップは持つところがなく手袋で滑ってしまい、自ら硬質ウレタンを切って持ち手をつけたと証言している。

## 初期メンバーのゲキワザ
ゲキレッドのゲキワザ
咆咆弾（）
激気によって作り出した虎型のオーラ（ゲキタイガー）が敵に噛み付き、振り回して放り投げる。
タイガー雑巾がけ（）
雑巾掛けのように、敵を地面に叩き伏せて引きずり回して投げ飛ばすジャンオリジナルのゲキワザ。
雑巾しぼり（）
雑巾を絞るように、敵の角を凄まじい握力で締め上げるジャンオリジナルのゲキワザ。
車車拳（）
こいのぼりを用いた手ぬぐいヌンチャクで敵に巻き付けて捕らえ、そのまま独楽のように回して目を回させる。ジャンオリジナルのゲキワザ。
薄薄斬（）
2本のゲキセイバー双剣モードを振り回し、複数の敵を瞬時に連続で斬り捨てるゲキワザ。
翔翔斬（）
高速移動による滑空状態を利用し、2本のゲキセイバー双剣モードで同時に敵を斬り付けるゲキワザ。
水流波（）
双剣合身させたゲキセイバーに激気を込めて水流を生じさせて攻撃の威力を増し、振り回して連続で敵を斬り付けるゲキワザ。
波波斬（）
双剣合身させたゲキセイバーに水流刃により生じた波のパワーをプラスし、横一線に敵を斬るゲキワザ。
スーパーゲキレッド時はスーパー波波斬になる。
スーパーゲキレッドのゲキワザ
スーパータイガー撃（）
スーツのダクトから噴出した過激気によって飛翔し、空中に浮かせた相手への連続攻撃の後、地面へ叩き付けるようにスーパーゲキクローを撃ちつける。
超鋭鋭過激気斬（）
スーパーゲキレッドが過激気を激気研鑽によって研ぎ澄まし、過激気噴射によって高速で突進、スーパーサイブレード一振りで複数の相手を斬りつけるゲキワザ。

ゲキイエローのゲキワザ
瞬瞬弾（）
ゲキチーターが超高速でジグザグに動き、敵を蹴り倒す。
貫貫打（）
高速で接近し、多数の正拳打ちを一点に集中して放つゲキワザ。
打打弾（）
無数の正拳打ちを正確に10秒間に999発で繰り出す。
伸伸打（）
最大限にゲキトンファー・ロングバトンを伸ばして貫き、そのまま放り投げる。
母母打（）
親指を立てて高速でツボを突き、相手の体組織に異常を生じさせて破壊する。
弾弾丸（）
頭上で激気を込めたゲキハンマーを振り回し、その遠心力によって威力を上げて攻撃するゲキワザ。
流星弾（）
ゲキハンマーで、敵を吹き飛ばすゲキワザ。
スーパーゲキイエローのゲキワザ
スーパーチーター撃（）
スーツのダクトから噴出した過激気によって飛翔して急降下しながら放つ、スーパーゲキクローを使った瞬発力に優れた縦横無尽の斬撃。
激烈断打（）
拳断でメレに放とうとしていた秘伝ゲキワザ。

ゲキブルーのゲキワザ
転転弾（）
ゲキジャガーがコマのように高速回転して敵を薙ぎ倒す。
舞舞打（）
宙を舞うように相手の攻撃をかわして、ゲキトンファーをたたきつける。
舞舞跳（）
垂直の壁を自在に走り回り、敵を翻弄して攻撃する。その美しさはメレが思わず見惚れてしまうほど。
華華弾（）
ジャンプし、ゲキトンファーを回転の勢いを乗せて頭上に叩き付ける。
昇昇舞（）
2枚のゲキファンを使って空中を舞うゲキワザ。
宙宙斬（）
空中で2枚のゲキファンに激気を集めて敵を切り裂くゲキワザ。
スーパーゲキブルーのゲキワザ
スーパージャガー撃（）
スーツのダクトから噴出した過激気によって地面スレスレを高速で滑空し、すれ違いざまにスーパーゲキクローを撃ちつける。
スーパージャガー撃スペシャル（）
スーツのダクトから噴出した過激気によって空中高く舞い上がり、きりもみ飛行を加えて急降下しスーパーゲキクローを撃ちつける、スーパージャガー撃の発展技。
ファンタスティック過激気斬（）
スーパーゲキブルーが自ら過激気を研鑽、高速で飛翔し、あらゆる方向から斬撃を加えるゲキワザ。
激烈断掌（）
拳断で理央に放とうとしていた秘伝ゲキワザ。

初期メンバーの合同技
魂魂掌（）
ゲキイエローとゲキブルーが「激気注入」でゲキレッドに激気を注ぎ入れ、ゲキレッドの掌より激気の塊を打ち出すゲキワザ。
スーパーゲキレンジャーの合同技
スーパートリプル撃（）
過激気を燃やし、3人同時にスーパーゲキクローを炸裂させる。
スーパーダブル撃（）
スーパートリプル撃の2人版。1人ひとりの過激気のパワーが上昇しているため、大きなダメージを与えるほどの威力を誇る。

## ゲキバイオレットの専用装備・技
ゴングチェンジャー
左腕に装着された紫激気を制御し、力のみを増幅するためのゲキバイオレット専用の変身ブレス。「（響け、獣の叫び！） ビースト・オン！」の掛け声とともにゴングを鳴らすことで収納されたゲキスーツを装着し、ゲキバイオレットに変身する。また、ゴングを鳴らすことで紫激気を増幅し、強力なゲキワザを発動できる。

厳厳拳（）
ゴングチェンジャーに紫激気を集中し、強力なエネルギーを纏った拳を相手に直接打ち込む、もしくはそのエネルギーを弾にして放つ等身大時の必殺技。
蛮蛮肘（）
敵の背中に乗りかかり、脳天に肘打ちを喰らわす。
超蛮蛮肘（）
空中高くジャンプ、前方宙返りによって威力を増した蛮蛮肘を叩き込むゲキワザ。
狼狼蹴（）
高速回転で威力を高めた右足で敵の延髄に蹴り込む。
剛剛撃（）
ゴングチェンジャーでリング状の結界を作り出し、そこに運び込んだ複数の敵を連続で倒していく。
昇昇拳（）
紫激気を集中させた拳で相手に強力なアッパーカットを決める。
敏敏拳（）
紫激気を集中させたアッパーカットから放つ車輪状のエネルギー波で、遠距離から敵を両断する技。
天地転変打（）
かつてブルーサ・イーが習得したという伝説のゲキワザ。激気（紫激気）を拳に集中させ、回転しながらアッパーを繰り出す。その一撃は奇跡を呼び起こすとされ、滝をも逆流させることができる。

## ゲキチョッパーの専用装備・技
サイブレード
変身アイテムと武具を兼ねる、効果的に研鑽した激気を使用するためのゲキチョッパー専用の万能アイテム。ゲキチェンジャーから転送された後、右手に握り「（研ぎ澄ませ、獣の刃！） ビースト・オン！」の掛け声とともにボタンを押すことで、ゲキチョッパーに変身する。手刀の形をしており、ブレードを折りたたんだ射撃戦用のサイブレードフィンガー、ブレードを返した格闘戦用のサイブレードカッターの2つの形態を持つ。サイブレードフィンガーは指先で研鑽した激気をドリルのように尖った激気を撃ち出す。
スーパーサイブレード
スーパーゲキクローと合体させた形態。獣力開花する前のゲキチョッパーは、過激気を注入してもらうことで過激気を研鑽する。また、獣力開花してからはスーパーゲキレッドやスーパーゲキブルーも使用する。
操獣刀（）
獣拳の秘宝と呼ばれる、サイの頭部を模した折りたたみ式の短剣。武器として使う他、サイダインの操縦にも使用される。他にも獣源郷の「七重七聖の関」を開くための鍵であり、さらに時空を超える力を持つなど、様々な能力を持つ。これを巡り激しい攻防が行われ、最終的にケンの手に渡っている。美希曰く「操獣刀を手にすれば誰でもサイダイオーを動かすことができる」とのこと。

鋭鋭刀（）
激気研鑽によってサイブレードカッターに激気を集中し、勢いよく振り下ろして敵を両断する等身大時の必殺技。その威力は水面を切り裂くほど。
獣源流鋭鋭刀（）
ブルーサ・イーの魂に導かれて放つ鋭鋭刀。
捻捻弾（）
激気弾を激気研鑽によってドリル状に凝縮し、サイブレードフィンガーの指先から撃ち出す。
超捻捻弾（）
捻捻弾を1点に集中し放つ捻捻弾の強化版。
捻捻弾乱れ打ち（）
捻捻弾を広範囲に連射する。ただし、少し威力が下がる。

超鋭鋭過激気斬（）
スーパーゲキレッドが「過激気注入」によってゲキチョッパーに過激気を注入。「過激気研鑽」を行うことでスーパーサイブレードに究極の切れ味をもたらし、その刃を用いて相手を一刀両断する。シュエン戦では過激気をゲキチョッパーが身に着け、超鋭鋭過激気斬（クリスマススペシャル）として放った。
千千斬（）
激気研鑽で研ぎ澄ませたサイブレードカッターを構え、前方に高速回転することで強力な乱れ斬りを見舞う。

## 共通技・合同技
倍倍分身拳（）
激気から自分の巨大な分身をつくる。心技体の調和が高いレベルで取れたマスター・シャーフーは己の姿そのままを作り出せるが、未熟なゲキレンジャーは己のゲキビーストを巨大化・合体させることで人型にする。
来来獣（）
激気からゲキビーストをつくる。ゲキバイオレットはゲキタイガーとゲキジャガーを呼び寄せることも可能で、ゲキタイガーとゲキジャガーは一瞬ゲキウルフのカラーリングになって登場する演出が行われる。
大合合獣（）
過激気から9体のゲキビーストを呼び出す。

激気合一（）
2つ以上の技（スーパー激激砲・厳厳拳・捻捻弾）を合わせてより強力な技を放つ。
五合業（）
スーパーゲキイエローを先頭に、過激気・紫激気・激気を噴出させつつ5人で突撃するゲキワザ。音波による攻撃を切り裂いて突入する威力を誇る。
三算参（）
三方向より高速で突進し、スーパーゲキクローとサイブレードを同時に下から斬り上げるゲキワザ。食らった相手は空中に高く舞い、爆発を起こす。

激激ビースト砲（）
9体のゲキビーストの咆哮を光線状にして高エネルギーを一斉掃射する。
激激全ビースト砲（）
激激ビースト砲の派生技。10大ゲキビーストとサイダインが大行進、激気、過激気、紫激気の奔流を放ち、一点に炸裂されるゲキワザ。

獣獣全身変（）
全身を獣のように変身させる禁断の技。人間の姿に戻るのは難しく、拳聖たちですら人間の姿を失い不老の報いを受けた。また、不完全な使用では何かと不具合も発生する（例：バエの「身体の収縮」）。
慟哭丸（）
夢の世界の臨獣殿で激臨を極めた3人が習得した拳魔のリンギ。最終回で使用され、永遠の闇の中にロンを封じ込めた。
激気注入（）

## ゲキビースト
ゲキレンジャーが造り出す野獣の形に練り上げられた激気の塊。ゲキレンジャーと一体化することで実体となる。劇場版ではこれの臨獣拳版といえるリンビーストも登場するが、それについての詳細は『電影版 獣拳戦隊ゲキレンジャー ネイネイ!ホウホウ!香港大決戦』を参照。
2011年放送の『海賊戦隊ゴーカイジャー』では、ゲキトージャ構成の3体のゲキビーストとゲキウルフ、サイダイン（後述）がゲキレンジャーの大いなる力として登場した。また、『海賊戦隊ゴーカイジャー THE MOVIE 空飛ぶ幽霊船』にもゲキタイガーのみが登場。
ゲキタイガー
ゲキレッドが咆咆弾から造る虎型ゲキビースト。メインカラーは赤。ゲキチーターとゲキジャガーより一回り大きい。パワーと柔軟性に優れ、敵を引き裂く両前脚の爪が最大の武器。ゲキバイオレットは来来獣により造り出す。
ゲキトージャの上半身を形成。
ゲキチーター
ゲキイエローが瞬瞬弾から造るチーター型ゲキビースト。メインカラーは黄色。驚異的な瞬発力を持ち、素早さに優れている。
ゲキトージャの右足を形成。
『劇場版 炎神戦隊ゴーオンジャーVSゲキレンジャー』では来来獣で造り出されながらも、実際の戦闘ではゲキリントージャウルフが用いられ、サイダイゲキリントージャに合体するまでは戦闘に参加もしなかった。
ゲキジャガー
ゲキブルーが転転弾から造るジャガー型ゲキビースト。メインカラーは青。身軽さや機動力に優れている。サングラスも着用。ゲキバイオレットは来来獣により造り出す。
ゲキトージャの左足を形成。
ゲキエレファント
ゲキイエローが来来獣により造り出す象型ゲキビーストで、伝説のゲキビーストの1体。メインカラーは青緑。ゲキイエローが激獣エレファント拳の修行を行ったことで造り出せるようになった。
巨体ながらも、素早い動きで、武器は鼻先に付けた激気の塊エレハンマーボール（直径：10.2メートル / 重量：300トン）で射出も可能。
ゲキエレファントージャとゲキエレファントファイヤーの肩アーマー・頭部アーマー・エレハンマーボールを形成。
ゲキバット
ゲキブルーが来来獣により造り出すコウモリ型ゲキビーストで、伝説のゲキビーストの1体。メインカラーは紺色。ゲキブルーが激獣バット拳の修行を行ったことで造り出せるようになった。
武器は両肩から発射する激気ミサイル。激気を翼に纏っての攻撃も行う。
ゲキバットージャとゲキバットファイヤーの翼と頭部アーマーを形成。
ゲキシャーク
ゲキレッドが来来獣により造り出すサメ型ゲキビーストで、伝説のゲキビーストの1体。メインカラーは水色。ゲキレッドが激獣シャーク拳の修行を行うことで造り出せるようになった。
水中を、素早いスピードで移動することが可能。深海の水圧にも耐えることが可能。
ゲキシャークトージャとゲキシャークファイヤーの腕アーマーと強化ヘルメットを形成。
ゲキゴリラ
スーパーゲキレッドが来来獣により造り出すゴリラ型ゲキビーストで、伝説のゲキビーストの1体。メインカラーは赤。
インラインスケートを両脚にセットし、地上を高速で移動する。ゲキワザは胸部を叩くことで衝撃波を放つゴリゴリ波（）。
ゲキファイヤーの上半身を形成。
ゲキペンギン
スーパーゲキイエローが来来獣により造り出すペンギン型ゲキビーストで、伝説のゲキビーストの1体。メインカラーは黄色。
装備はジェットボード。ゲキワザはゲキゴリラとのコンビネーションで上空から攻撃するゴリゴリ打（）、ゲキガゼルに蹴り飛ばされた勢いを利用して突進するペンギン弾（）、ジェットロープ。
ゲキファイヤーの右足（ジェットボードも含む）を形成。
ゲキガゼル
スーパーゲキブルーが来来獣により造り出すゲキビーストで、伝説のゲキビーストの1体。メインカラーは青。
ゲキワザは後ろ足で物体を蹴り飛ばすガゼル脚（）。
ゲキファイヤーの左足を形成。
ゲキウルフ
ゲキバイオレットが来来獣により造り出す狼型ゲキビースト。メインカラーは紫。
ゲキワザは回転しながら口に銜えたカッター状の尾で敵を斬る狼狼弾。
ゲキト―ジャウルフの右足を形成。
- ゲキジャガーと同一の基本構造で、全身のパーツは新規造形となっている。玩具ではゲキファイヤーとの合体も可能。

## 獣拳神サイダイン
修行その34から登場。巨大なサイの姿をした獣拳の神。七拳聖が操獣刀で削りだし、獣拳の創始者ブルーサ・イーの激気魂を込めた石像から誕生した。ゲキチョッパーが操獣刀で使役。敵に突進し、剣のような巨大な角で攻撃する。

## 獣拳合体
伝説といわれるゲキワザ獣拳合体によって、ゲキビーストが変形・合体することで誕生する巨人で巨大な激気の塊。ゲキレンジャーたちが「倍倍分身拳」を自分たちなりにアレンジして編み出した巨大戦闘方法。分類名はテレビ朝日公式サイトより。書籍『獣拳戦隊ゲキレンジャー超全集』では、総称を拳法巨人とし、サイダイオー以外については巨大拳士とも記載している。

### ゲキトージャ
修行その2から登場。ゲキタイガー、チーター、ジャガーの3体が合体した拳法巨人。コクピットに相当する激気に満ちた激闘場（）にいるゲキレンジャー3人の動きに同調して動く。合体中は3人の神経が連結されることが特徴で、それによって「心」「技」「体」という3人の長所が同時に活かされ、高い戦闘能力を発揮することが可能となる。反面、「3人の息が合わなければ能力が低下する」「ダメージや苦痛を共有する」「1人でも一定のダメージを受けると合体が維持できなくなる」といった弱点もある。
武器は3体の尻尾を鎖で繋ぎ合わせた三節棍型の武器にして、激気の込め方によって鎖を引き絞ると長い棍の形にもなるゲキセツコン。
必殺技は上半身を回転させながら突進し、激気を集めた両腕の拳で連続パンチを繰り出す大頑頑拳（）、上空に跳び、下半身を回転させながら落下し、両足でスクリューキックを繰り出す大頑頑脚（）、ゲキエレファントージャのエレハンマー→ゲキバットージャの扇扇断斬→ゲキシャークトージャの大頑頑斬と、連続で繰り出す波状攻撃獣拳武装トライアングル攻撃。また、大頑頑脚の応用技として、右足を広げて、フィギュアスケートのカレイドスパイラルジャンプを応用した広範囲攻撃の大分分脚（）も使用。
『ゴーカイジャー ゴセイジャー スーパー戦隊199ヒーロー大決戦』と『特命戦隊ゴーバスターズVS海賊戦隊ゴーカイジャー THE MOVIE』にも登場した。
- デザインイメージはスニーカーで、胸のディテール周りはエアクッションを意識している[44]。
- ボディの回転ギミックは、『パワーレンジャー』の「スピンモーフィン」と呼ばれるボディが回転するフィギュアが基となっている[44]。

ゲキエレファントージャ
修行その11から登場。ゲキトージャがゲキエレファントを獣拳武装した陸の拳法巨人。攻撃力と防御力が同時に向上し、激獣エレファント拳の鎖鉄球術で戦う。
武器は右腕に装備した激気の塊であるエレハンマー。
必殺技は、上半身を回転させることで、大頑頑拳の回転力でエレハンマーの激気を込めた300tの鉄球エレハンマーボールを振り回し、敵を攻撃する大頑頑丸（）。
ゲキバットージャ
修行その14から登場。ゲキトージャがゲキバットを獣拳武装した空の拳法巨人。両腕に装着した翼によって飛行能力が備わったことで空中戦にも対応し、空中のみならず大気圏を突破して、宇宙空間をも飛行可能。激獣バット拳の鉄扇術で戦う。
武器はゲキバットの翼そのものを刃とした二対の鉄扇。
必殺技は、翼を回転させることで竜巻を起こし、その竜巻で上空に巻き上げた敵をゲキバットの翼で斬る大分分扇（）、空中を舞いながら敵をゲキバットの翼で連続で斬る扇扇断斬（）。
ゲキシャークトージャ
修行その18から登場。ゲキトージャがゲキシャークを獣拳武装した海の拳法巨人。水圧や水の抵抗を激気で軽減させ、水中戦にも対応でき深海でも活動可能。激獣シャーク拳の双剣術で戦う。
武器はゲキシャークの尾びれが分離・変形したカッターシャークセイバーを両腕に装着し、盾としても使用可能。
必殺技は上半身をスクリュー回転させながら頭から突っ込む大頑頑斬（）。
ゲキトージャウルフ
修行その25から登場。ゲキトージャがゲキウルフを獣拳武装した拳法巨人。拳法巨人で最も高い機動力を持つ。主にゲキバイオレットが使用し、彼のウルフ拳そのままに肘打ちや膝蹴りなどワイルドな戦いを繰り広げる。基本的には、ゲキバイオレットがゲキウルフ、ゲキタイガー、ゲキジャガーを「来来来来獣」で召喚して獣拳合体することで単身戦闘を行うが、初陣のみレッド、イエロー、ブルーの3人が獣拳合体したゲキトージャの右足に、負傷していたゲキイエローの召喚したゲキチーターに代わって獣拳武装の流れで合体を行った。なお、ゲキバイオレットの手で召喚された直後のゲキタイガーとゲキジャガーは体色が紫になっている。
武器はゲキウルフの尾が変形した足の刃ウルフカッター。
必殺技はウルフカッターを一度取り外してからゲキウルフの口で銜えるように装着し、紫激気を右足に集中させ、回し蹴りの要領で蹴り出して斬り裂く大狼狼脚（）。
ゲキバットージャウルフ
修行その38に登場。ゲキトージャウルフがゲキバットを獣拳武装した拳法巨人。深見兄弟だけで操縦を行った。
必殺技は空中から大頑頑脚を繰り出す大兄弟脚（）。
ゲキリントージャウルフ
獣拳戦隊ゲキレンジャーVSボウケンジャーを参照。
ゲキリントージャ
電影版 獣拳戦隊ゲキレンジャー ネイネイ!ホウホウ!香港大決戦を参照。

### ゲキファイヤー
ゲキゴリラ、ペンギン、ガゼルの3体が獣拳合体した拳法巨人。武装は持たず、格闘技での戦闘を主体とする。過激気を使うため、ゲキトージャを上回る強烈な怪力と防御力を持つ。ゲキトージャ同様激闘場でスーパーゲキレンジャー時の3人が使用するが、追加戦士のバイオレットとチョッパーを同乗させることも可能で、その際の戦闘では彼らも3人と同じ動きをとる。
必殺技は炎に包まれた両腕を縦方向に回転させ、空手の「拳槌打ち」のような連続パンチを繰り出す頑頑ナックル落とし（）。
ゲキエレファントファイヤー
修行その23から登場。ゲキファイヤーがゲキエレファントを獣拳武装した陸の拳法巨人。
必殺技は、エレハンマーボールを大きく振り回し、その勢いを利用して敵に強力な打撃を放つ弾弾ハンマー崩し（）。
ゲキバットファイヤー
修行その24から登場。ゲキファイヤーがゲキバットを獣拳武装した空の拳法巨人。
必殺技は、敵に連続パンチを繰り出す分分ファン拳（）。
『獣拳戦隊ゲキレンジャーVSボウケンジャー』では大気圏を突破して月面に向かい、月に降りたときには、武装解除して、ゲキファイヤーに戻った。
ゲキシャークファイヤー
修行その22から登場。ゲキファイヤーがゲキシャークを獣拳武装した海の拳法巨人。
必殺技は、両腕のシャークセイバーを縦回転させることで敵を連続で斬る斬斬セイバー斬り（）。

### 獣拳巨神サイダイオー
サイダインが獣拳変形した獣拳巨神。
獣源郷で長期間激気を貯えていたため、驚異的な攻撃力と防御力を身につけている。サイダインの角と顔が変形した砕大剣（）を主体とし、激気研鑽により刀身を伸ばすことが可能。防御に関してはサイダインの背中が変形した巨大な盾に加え、顔のフェイスガードを閉じることで防御力強化のディフェンスモード（防御形態）になる。
必殺技は激気を研鑽して砕大剣の刀身部分を巨大化させ、大文字を描くように連続で敵を斬る大大砕大斬り（）。
通常ゲキワザは、砕大剣を地面に突き立て、地面をえぐり取るように相手に向かって振り抜くことで、衝撃波を走らせる砕大爆連（）、凍気を宿した砕大剣を高速で振り回し、空気中の水蒸気を氷結させ、巨大な氷塊を作り出して敵を封じ込める大氷塊山（）を使用。

サイダイゲキファイヤー
修行その35から登場。ゲキファイヤーとゲキウルフおよびサイダイオーが合体フォーメーションを組んだ、無敵の形。サイダインの背中の後部にゲキファイヤーの上半身に変形したゲキゴリラ、サイダインの頭部にゲキウルフが獣拳合体し、ゲキペンギンはとゲキガゼルは左右に並列して追従する。
必殺技はゲキガゼル→ゲキペンギン→ゲキウルフの順で突撃した後、サイダインの砕大剣で敵を打ち上げ、ゲキファイヤーの頑頑ナックル落としでトドメを刺すファイヤー砕大突撃（）。

サイダイゲキトージャ
修行その42で登場。ゲキトージャとゲキウルフおよびサイダイオーが合体フォーメーションを組んだ、無敵の形。サイダイゲキファイヤーのゲキトージャ仕様。
必殺技はゲキトージャの大頑頑拳とゲキチーター、ゲキジャガー、ゲキウルフの高速移動により、竜巻を発生させて、敵を上空に吹き飛ばした後、ゲキジャガー→ゲキチーター→ゲキウルフの順で攻撃し、サイダインの砕大剣で切りつける砕大頑頑拳（）。

サイダイゲキリントージャ
修行その47で登場。サイダイゲキトージャと2体のリンビーストが合体フォーメーションを組んだ、獣拳最強フォーメーション。サイダイゲキトージャのゲキリントージャ仕様。
必殺技はサイダインの砕大剣で敵を打ち上げ、ゲキジャガー→ゲキチーター→ゲキウルフの順で攻撃した後、ゲキリントージャの激激臨臨斬でトドメを刺す砕大激臨斬（）。
リンギは獅子吼と槍舌突針を使用。
『劇場版 炎神戦隊ゴーオンジャーVSゲキレンジャー』にも登場。

### ゲキビースト・リンビースト・獣拳合体のスペック
| 名称                       | 全高   | 全幅             | 全長        | 重量     | スピード        | 出力        |
| -------------------------- | ------ | ---------------- | ----------- | -------- | --------------- | ----------- |
| ゲキタイガー               | 22.5 m | 32.7 m           | 49.7 m      | 1,400 t  | 420 km/h        | 900万馬力   |
| ゲキチーター               | 20.4 m | 12.4 m           | 38.8 m      | 350 t    | 600 km/h        | 300万馬力   |
| ゲキジャガー               | 19.1 m | 12.4 m           | 44.7 m      | 350 t    | 510 km/h        | 300万馬力   |
| ゲキエレファント           | 22 m   | 22 m             | 32 m        | 1,800 t  | 360 km/h        | 1,200万馬力 |
| ゲキバット                 | 19.7 m | 79.1 m（翼の幅） | 32 m        | 990 t    | マッハ3         | 660万馬力   |
| ゲキシャーク               | 18.7 m | 29.7 m           | 51.2 m      | 990 t    | 90 kt           | 900万馬力   |
| ゲキゴリラ                 | 30.8 m | 41.2 m           | 21.4 m      | 2,100 t  | 510 km/h        | 1,500万馬力 |
| ゲキペンギン               | 21.7 m | 10.6 m           | 52.7 m      | 750 t    | マッハ3.6       | 600万馬力   |
| ゲキガゼル                 | 27 m   | 12 m             | 28 m        | 750 t    | 600 km/h        | 600万馬力   |
| ゲキウルフ                 | 33.6 m | 12.4 m           | 41 m        | 350 t    | 600 km/h        | 800万馬力   |
| サイダイン                 | 52 m   | 58 m             | 103 m       | 3,800 t  | 600 km/h        | 3,500万馬力 |
| リンライオン               | 22.8 m | 15.6 m           | 51.4 m      | 1,200 t  | 600 km/h        | 1,300万馬力 |
| リンカメレオン             | 5.2 m  | 10 m             | 16.3 m      | 200 t    | 500 km/h        | 200万馬力   |
| 名称                       | 全高   | 全幅             | 胸厚        | 重量     | スピード        | 出力        |
| ゲキトージャ               | 52 m   | 32 m             | 16 m        | 2,100 t  | 510 km/h        | 1,500万馬力 |
| ゲキエレファントージャ     | 53.8 m | 46.4 m           | 16 m        | 4,200 t  | 420 km/h        | 2,700万馬力 |
| ゲキバットージャ           | 58.5 m | 65 m             | 21.2 m      | 3,000 t  | マッハ3（空中） | 2,100万馬力 |
| ゲキシャークトージャ       | 65.5 m | 45.5 m           | 16 m        | 3,090 t  | 120 kt（水中）  | 2,400万馬力 |
| ゲキリントージャ           | 53 m   | 50 m             | 21.5 m      | 3,500 t  | 550 km/h        | 3,000万馬力 |
| ゲキトージャウルフ         | 52 m   | 32 m             |             | 2,100 t  | 600 km/h        | 2,000万馬力 |
| ゲキリントージャウルフ     | 53 m   | 50 m             | 21.5 m      | 3,500 t  |                 | 3,500万馬力 |
| ゲキファイヤー             | 60 m   | 44 m             | 17.5 m      | 3,600 t  | 540 km/h        | 2,700万馬力 |
| ゲキシャークファイヤー     | 73.5 m |                  |             | 4,590 t  |                 | 3,600万馬力 |
| ゲキエレファントファイヤー | 60 m   | 5,400 t          | 3,900万馬力 |          |                 |             |
| ゲキバットファイヤー       | 62.2 m | 4,500 t          | 3,300万馬力 |          |                 |             |
| サイダイオー               | 70 m   | 40 m             | 3,800 t     | 650 km/h | 3,500万馬力     |             |